# Kościół Przemienienia Pańskiego w Sobowidzu
Kościół Przemienienia Pańskiego w Sobowidzu – rzymskokatolicki kościół parafialny znajdujący się w Sobowidzu, w województwie pomorskim. Parafia wchodzi w skład dekanatu Trąbki Wielkie archidiecezji gdańskiej. 

## Historia
- 1798 - Powstanie dwupoziomowego, ewangelickiego kościoła.
- 1805 - 1818 - na terenie ewangelickiej gminy powstaje 9 kościołów katolickich.
- 1818 - 1824 - w parafii ewangelickiej nie było Pastora.
- 1837 - przez zagrożenie zawaleniem kościół zostaje zamknięty i zburzony.
- 1838 - budowa plebanii
- 1842 - kamień węgielny pod nową świątynię.
- 1843 - oddanie do użytku kościoła o spichlerzowej bryle architektonicznej.
- 1864 - ze względu na błędy w projekcie architektonicznym niebezpieczną dla użytkowników budowlę trzeba po części rozebrać i gruntownie przebudować.
- 1897 - 1898 - dobudowa absydy, zakrystii i wieży; rozbudowany kościół posiada wówczas 575 miejsc siedzących. Cesarz Wilhelm II ofiarował centralny witraż Jezusa Dobrego Pasterza, a cesarzowa Wiktoria mszał z własną dedykacją. Wymieniono wówczas organy, a na miejsce dawnych XVIII-wiecznych dzwonów zainstalowano dwa nowe, odlane z żelaza w Bochum (415 i 264 kg).
- 1905 - katolicy zamieszkujący wieś i okręg znacznie przewyższyli liczebnie ludność ewangelicką.
- 1912 - na wieży kościelnej zamontowano zegar.
- 1919 -  mocą Traktatu Wersalskiego Sobowidz zostaje włączony w obszar Wolnego Miasta Gdańska, pozostając oddalony zaledwie o 2 km od polskiej granicy.
- 1946 - powstaje parafia katolicka pod wezwaniem Przemienienia Pańskiego, a pierwszym proboszczem mianowany został ks. Józef Wdowiak (zmarły tragicznie w pożarze plebanii, 12 stycznia 1982 roku).[1]

## Galeria

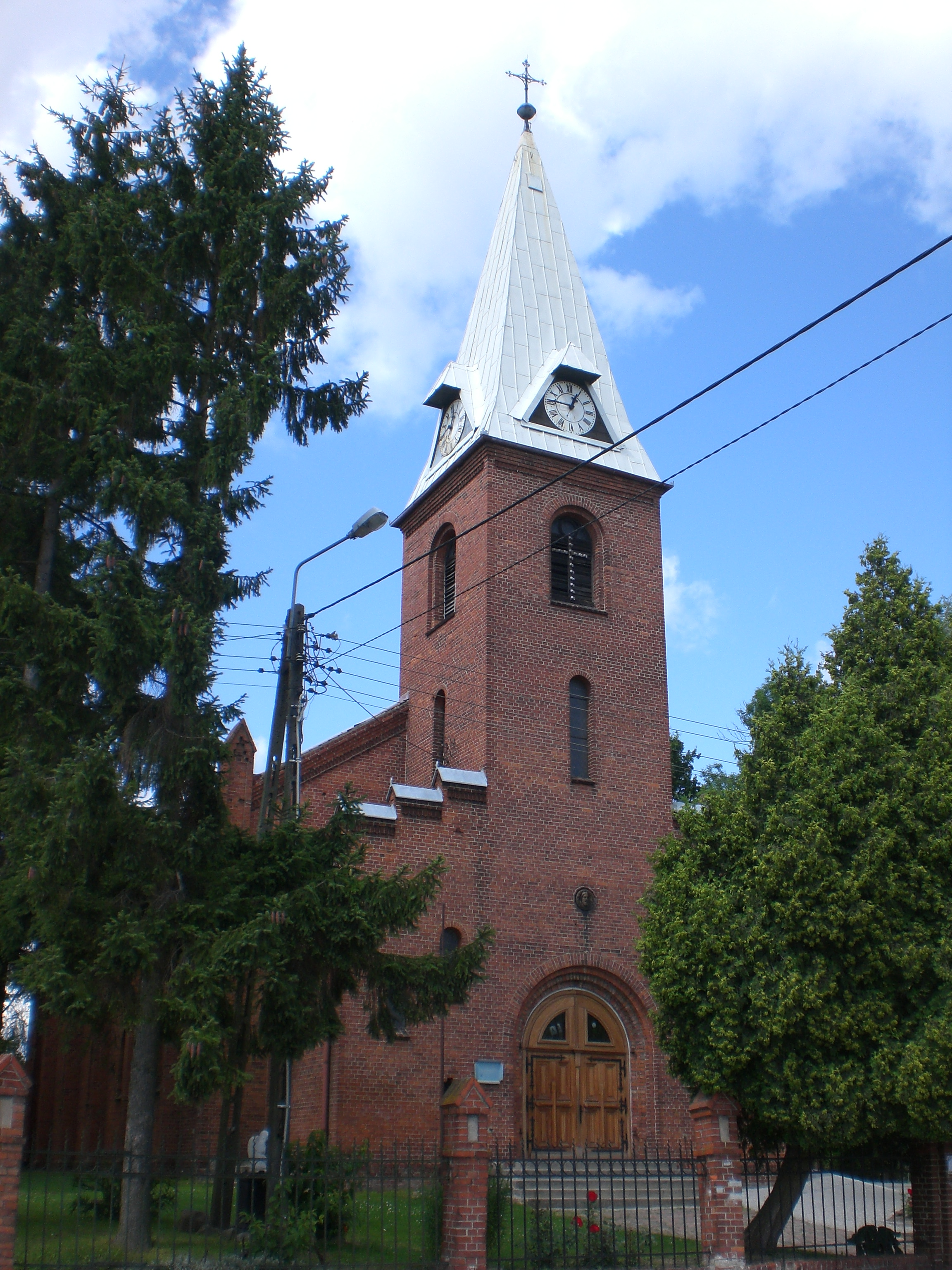
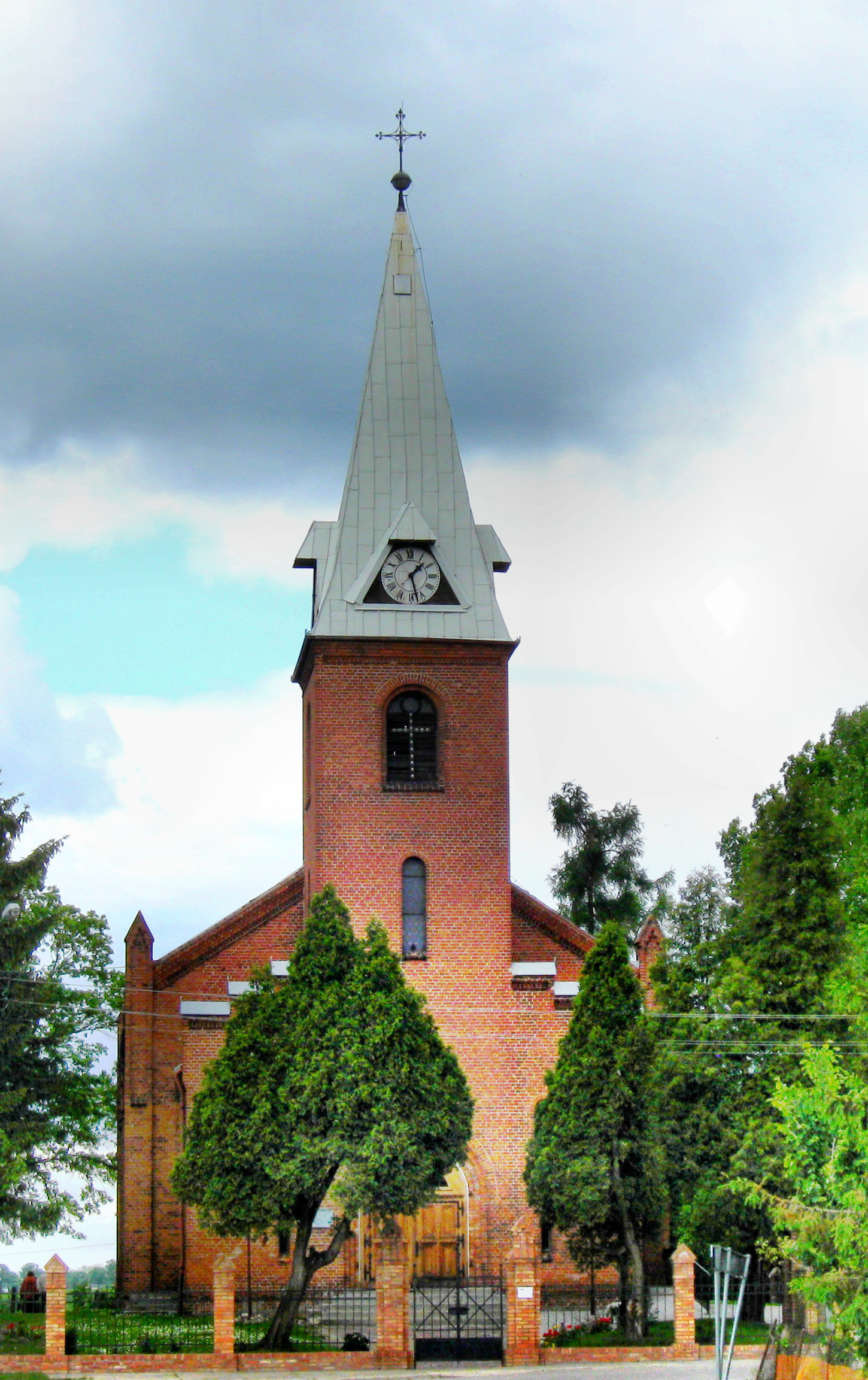
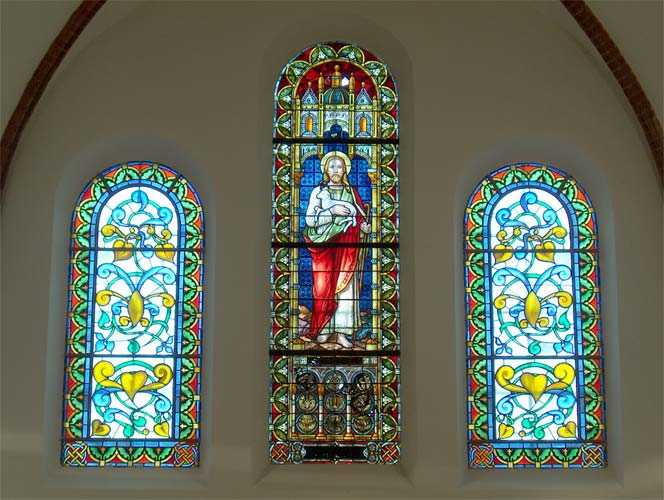
Witraże
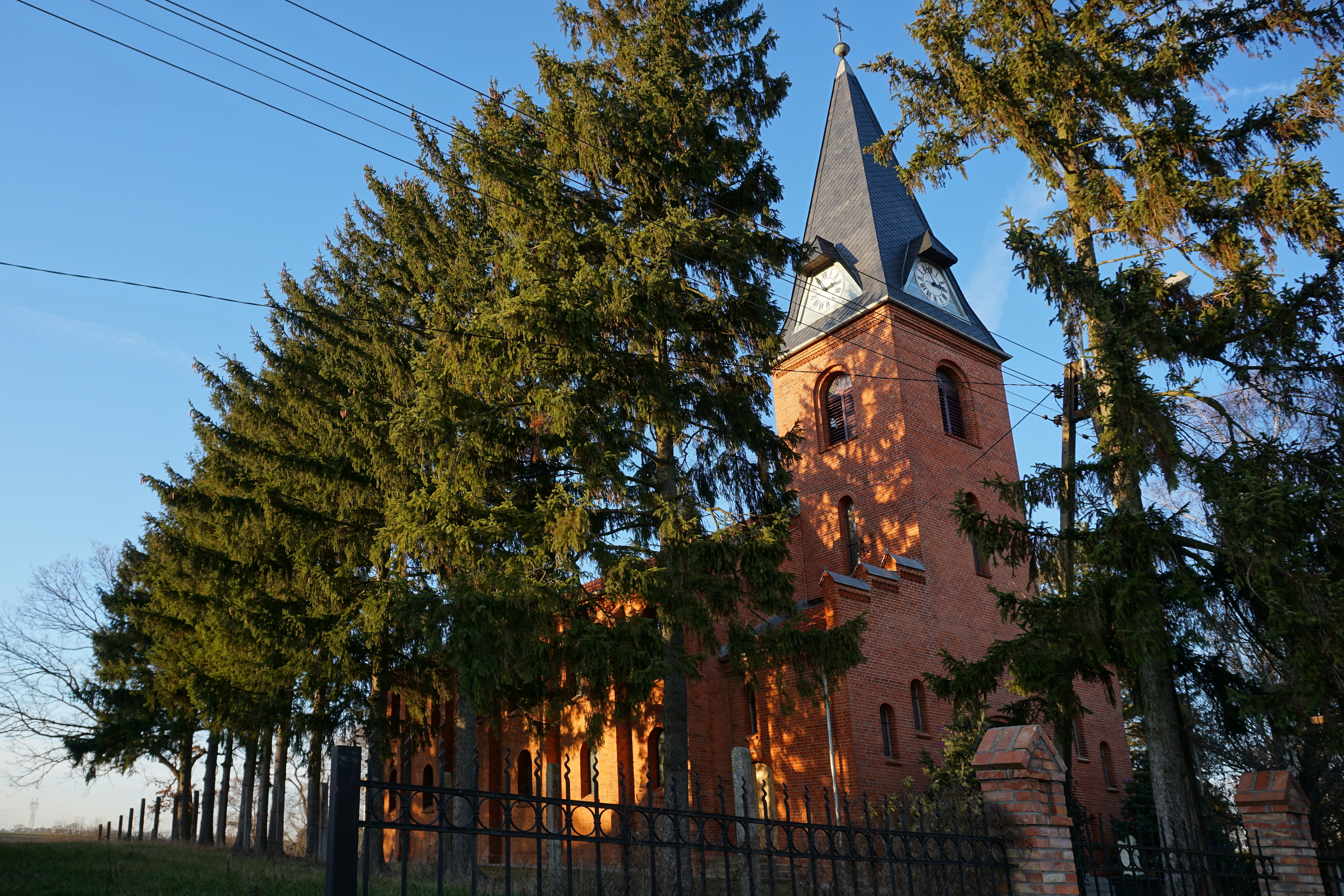